# Russischer Reservefonds
Der Russische Reservefonds (englisch Russian Reserve Fund) war von 2008 bis 2017 ein Staatsfonds von Russland. Er entstand durch die Zweiteilung des Stabilisierungsfonds in den Reservefonds und den Wohlfahrtsfonds.

## Geschichte
Im Jahr 2008 wurde der Stabilisierungsfonds in den russischen Reservefonds (Резервный фонд Российской Федерации) und in den Wohlfahrtsfonds (Фонд национального благосостояния России) aufgeteilt. Mit dem Reservefonds wurden Staatsausgaben finanziert, wenn der Ölpreis unter eine bestimmte Marke sank. Wenn nach der jährlichen Aufstockung des Reservefonds weitere überschüssige Mittel vorhanden waren, wurden diese dem Wohlstandsfonds zugewiesen, mit welchem der Pensionsfonds abgesichert und die nationalen Wohlstandsprojekte im Bereich der Infrastrukturentwicklung finanziert wurden.
Im Jahr 2017 drohte der Reservefonds die Mittellosigkeit. Das Vermögen war nehzu aufgebraucht. Daher schlug der Finanzminister vor, beide Fonds (erneut) zusammenzulegen, worüber die Regierung dann entschied. Entsprechend diesem Vorschlag unterzeichnete Präsident Wladimir Putin am 31. Juli 2017 ein Dekret über die Vereinigung beider Fonds unter dem Namen Russischer Wohlfahrtsfonds (ФНБ Фонд национального благосостояния) zum 1. Februar 2018. Mit Stand Juni 2017 hatte der Reservefonds 932 Mrd. Rubel beigetragen; der Wohlfahrtsfonds 4.192 Mrd. Rubel.
Der Reservefonds ist sozusagen im heutigen Wohlfahrtsfonds (NWF) aufgegangen und existiert seither nicht mehr eigenständig.